# Anabarhynchus kangaroo
Anabarhynchus kangaroo är en tvåvingeart som beskrevs av Lyneborg 2001. Anabarhynchus kangaroo ingår i släktet Anabarhynchus och familjen stilettflugor. Inga underarter finns listade i Catalogue of Life.